# Matthew Ridley Corbet
Pour les articles homonymes, voir Corbet.
Matthew Ridley Corbet, né le 20 mai 1850 à South Willingham dans le comté du Lincolnshire et décédé le 25 juin 1902 à Londres dans le district de St John's Wood, est un peintre britannique.

## Biographie
Matthew Ridley Corbet naît à South Willingham dans le comté du Lincolnshire en 1850. Il suit les cours du Cheltenham College avant de commencer son éducation artistique à la Slade School of Fine Art sous la direction du peintre Alexander Davis Cooper puis à la Royal Academy auprès du peintre Frederic Leighton, et ou il expose ses premières œuvres, des portraits, au cœur des années 1870.
En 1880, il visite l'Italie et fait la rencontre du peintre Giovanni Costa, un ami de Leighton installé à Rome. Il devient ami avec Costa et reste durant trois années dans le pays, ou il spécialise dans la réalisation de nombreux paysages, notamment des régions de la Toscane et de l'Ombrie. Il adhère en 1883 au mouvement de l'école étrusque (it) de Costa et effectuera durant le reste de sa carrière plusieurs séjours en Italie. 
Durant sa carrière, il expose seul ou en groupe ses tableaux dans différentes galeries londoniennes, comme la Grosvenor Gallery (en) ou la New Gallery. Il reçoit une médaille de bronze lors de l'exposition universelle de Paris de 1889. 
En 1891, il épouse la peintre Edith Edenborough, veuve de l'illustrateur Arthur Murch (en). Il décède dans la ville de Londres en 1902.
Ces œuvres sont notamment visibles ou conservées au Tate Britain de Londres, au Plymouth City Museum and Art Gallery (en) de Plymouth et à la Usher Gallery de Lincoln.

## Œuvres

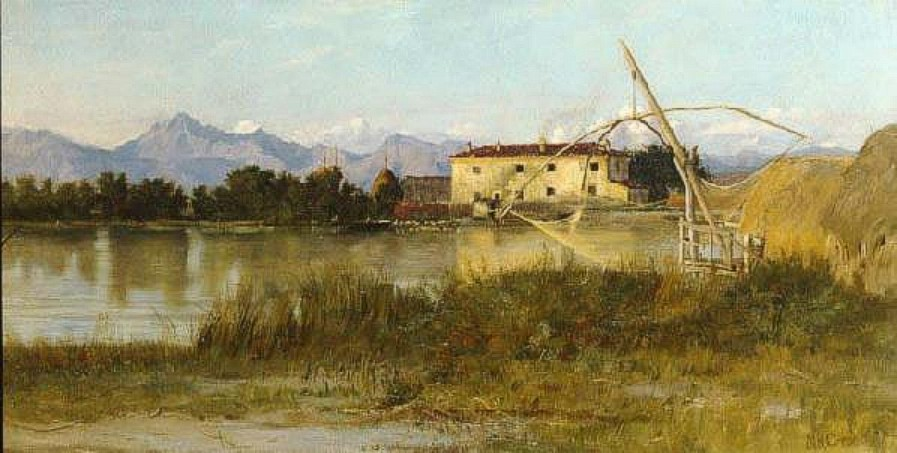
Etruscan Scene: The Carrara Mountains, Italy, vers 1890
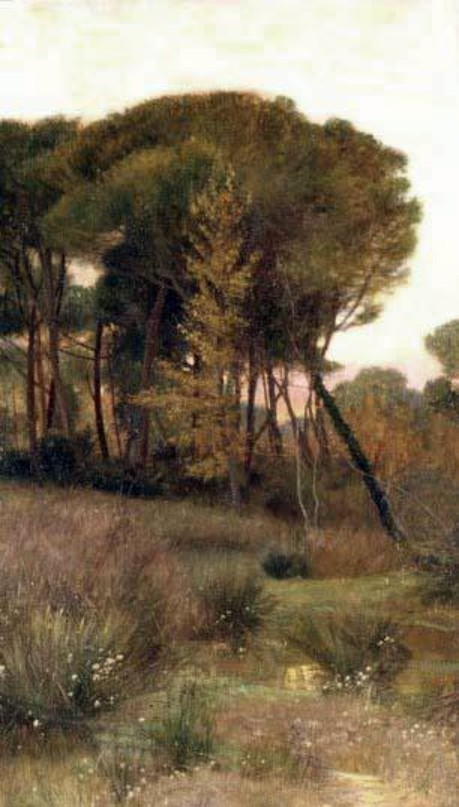
Evening, 1893
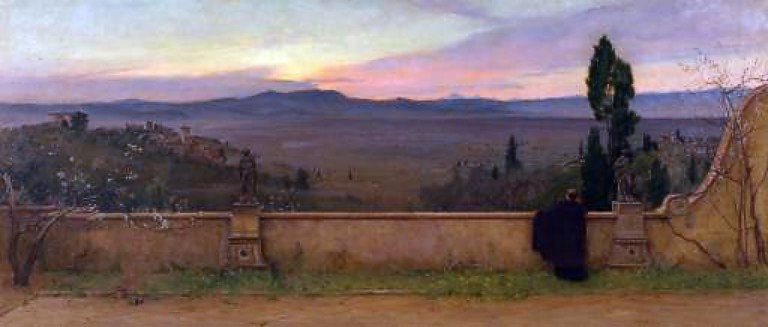
Val d'Arno: Evening, 1901, Tate Britain
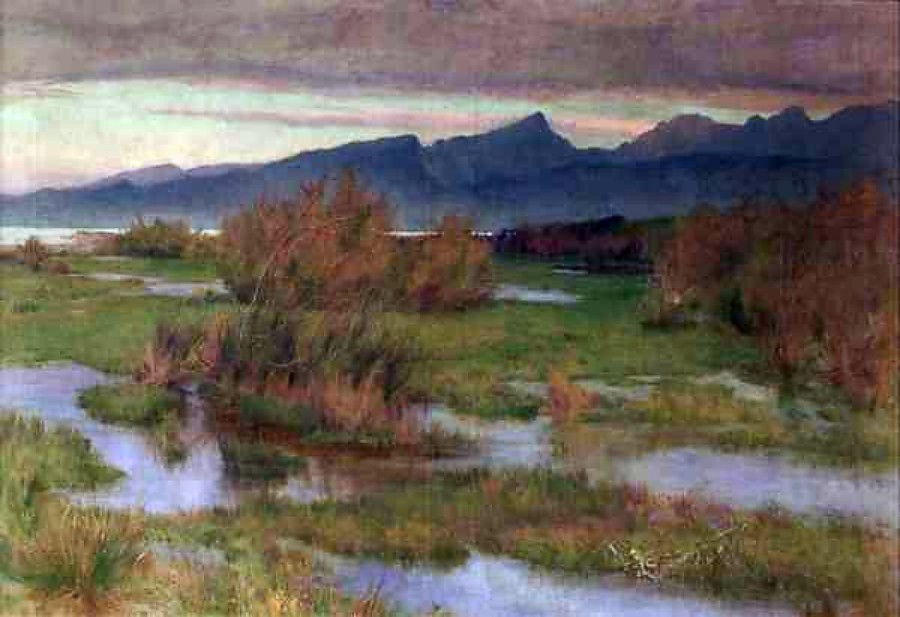
Autumn Rains, the Marshes of Florence, Italy, sans date